# Атмосферное излучение
Атмосферное излучение (атмосферная радиация) — собственное излучение атмосферы в инфракрасном диапазоне волн, вызванное за счёт нагрева частиц, находящихся в различных слоях атмосферы. Принято делить на излучение в сторону Земли и излучение от Земли, разность которых формирует радиационный баланс Земли и парниковый эффект.

## Принцип возникновения
За счет пропускания атмосферой космической радиации, основным источником которой для Земли является солнечное излучение, приводит к нагреванию земной поверхности. Нагретая земная поверхность излучает тепло (инфракрасное излучение), которое поглощается слоями атмосферы, что приводит к тому, что атмосфера излучает инфракрасную радиацию. Совместная земная и атмосферная радиация совместно с отраженной солнечной уравновешивают приток солнечной радиации, формируя баланс температуры на планете Земля.
Длины волн, которые проходят через атмосферу и не поглощаются, составляют «атмосферные окна прозрачности».
Атмосферное явление порождается атмосферой и облаками в частности, с длинами волн от 4 до 120 мкм.
По направлению атмосферное излучение делится:
- в сторону космического пространства (уходящая радиация[1]);
- в сторону земной поверхности (встречное излучение, противоизлучение[1]).

## Влияние излучения на планету
Атмосферное электромагнитное излучение защищает от проникания на поверхность Земли радиации в диапазоне частот от ультрафиолетового до рентгеновских лучей.
Слой атмосферы за счёт её способности излучать и поглощать электромагнитные волны создаёт парниковый эффект, за счёт которого в средняя температура на поверхности Земли поддерживается на одном уровне.
Если кто-то возьмет и сделает вертикальный поперечный разрез всей атмосферы, то можно заметить, что температура увеличивается с высотой. Это увеличение температуры объясняется увеличение поглощения электромагнитной радиации с высотой благодаря более высокой концентрации поглощающих газов с высокоэнергетической длиной волн, которые присутствуют в более высоких слоях атмосферы.